# Блинковский
Блинковский — хутор в Кумылженском районе Волгоградской области России. Входит в состав Поповского сельского поселения. Население 37 чел. (2010).

## История
В соответствии с Законом Волгоградской области от 14 февраля 2005 года № 1006-ОД «Об установлении границ и наделении статусом Кумылженского района и муниципальных образований в его составе» хутор вошёл в состав образованного Поповского сельского поселения.

## География
Расположен в западной части региона, в лесостепи, в пределах Хопёрско-Бузулукской равнины, являющейся южным окончанием Окско-Донской низменности, у р. Едовля.
Уличная сеть состоит из одного географического объекта: ул. Степная.
Абсолютная высота 75 метров над уровнем моря.

## Население
| 2010 |
| ---- |
| 37   |

Гендерный состав
По данным Всероссийской переписи населения 2010 года в гендерной структуре населения из 37 человек мужчин — 19, женщин —  18 (51,4 и 48,6 % соответственно).
Национальный состав
Согласно результатам переписи 2002 года, в национальной структуре населения
русские составляли 91 % из общей численности населения в 63 чел..

## Инфраструктура
Развитое сельское хозяйство. Личное подсобное хозяйство.

## Транспорт
Просёлочные дороги.